# Life Is Good (canção)
"Life Is Good" foi o terceiro single tirado do álbum This Is Pop Music do cantor norueguês Espen Lind. 

## Lançamento
O single foi lançado no começo de 2002 na Noruega, Alemanha e outras partes da Europa, atingindo o Top 100 da parada europeia.
Além da versão do álbum, o single conta com uma versão acústica da música mais a faixa "Where The Lost Ones Go", um dueto com a cantora Sissel.

## CD Single
- Promocional

1. "Life Is Good"

- Europa

1. "Life Is Good" (Album Version)
2. "Life Is Good" (Acoustic Version)
3. "Life Is Good" (Instrumental)
4. "Where The Lost Ones Go" (Duet with Sissel)

## Ligações Externas
- "Life Is Good" no Deezer (áudio)